# Jan Karafiát
Jan Karafiát (4. ledna 1846, Jimramov – 31. ledna 1929, Praha) byl český reformovaný, po roce 1918 českobratrský evangelický farář. Patřil k neformálnímu hnutí, jehož ideálem byla krásná církev Kristova.[zdroj⁠?!]

## Život

### Dětství
Rodina Jana Karafiáta sice patřila k zámožnějším v Jimramově, jeho dětství bylo přesto velmi skromné. Otec František Karafiát se oženil s vdovou se čtyřmi dětmi. Společně pak měli dalších šest (takže jich bylo přesně tolik, co malých broučků). Z nich byl Jan předposledním.

### Studia

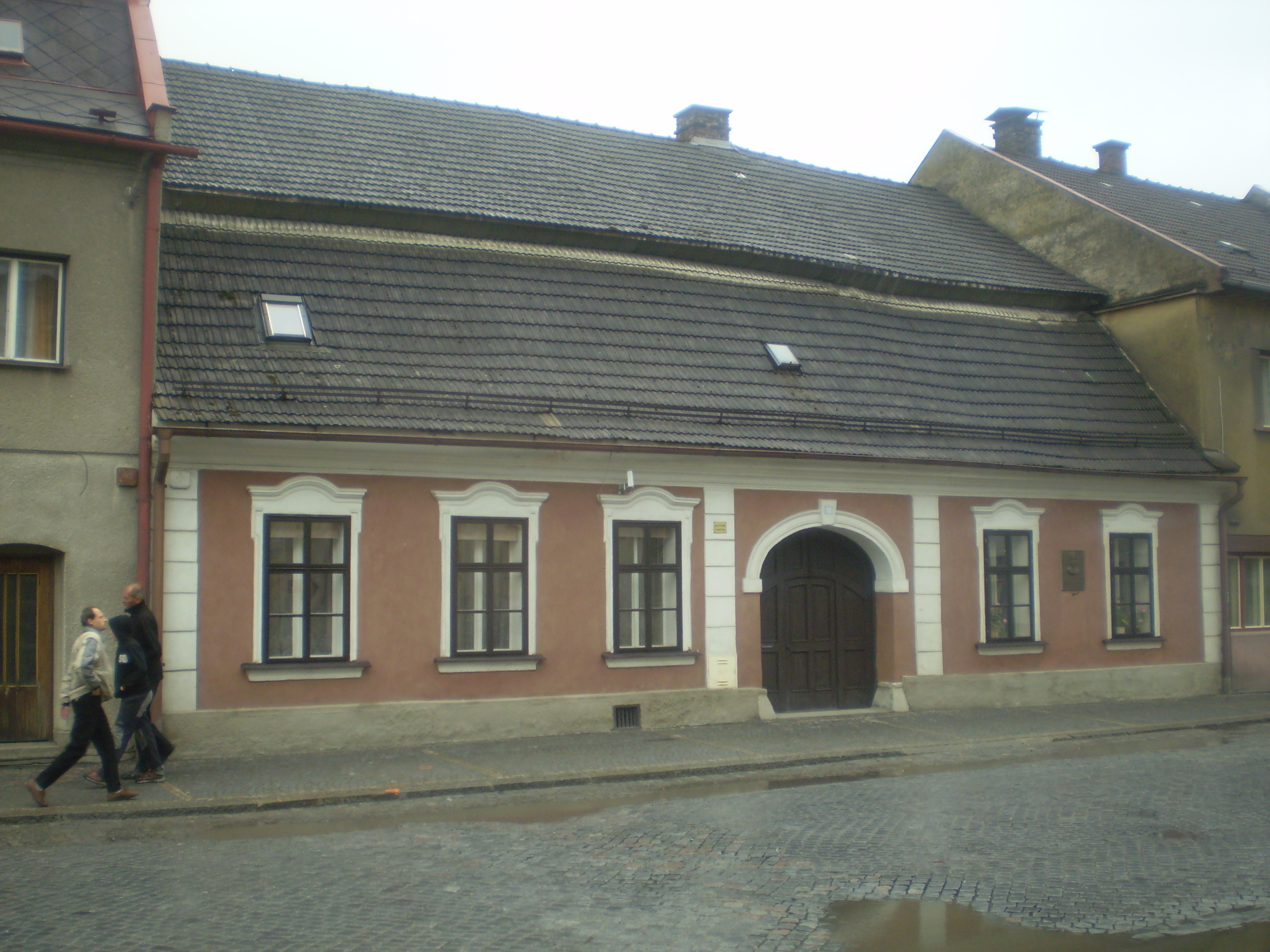
Rodný dům čp. 10

Základní vzdělání získal v evangelické škole při místním sboru. Od jedenácti let studoval na německém piaristickém gymnáziu v Litomyšli. Vzdor národní i náboženské odlišnosti byl premiantem. V šestnácti letech studoval na německém evangelickém gymnáziu ve vestfálském Güterslohu (za podpory Theodora Fliednera, zakladatele institutu pro diakonky v Kaiserswerthu, kde studovala Karafiátova sestra), kde se ocitl ve vypjatě evangelickém prostředí. Vestfálští přátelé mu po ukončení gymnázia v roce 1866 umožnili teologická studia v Berlíně, Bonnu a ve Vídni. Studium ukončil zkouškou v roce 1869. Po skončení studií pracoval na doporučení svého vídeňského profesora Eduarda Böhla rok v Kolíně nad Rýnem v rodině vynálezce a továrníka Eugena Langena jako vychovatel, neboť nebyla v evangelických sborech volná farářská místa. Po roční vikářské praxi v Reformované církve v Roudnici v letech 1870–1871 odešel znovu na studia do Edinburghu na jednu z kolejí Svobodné skotské církve. Tato studia financovala Skotská svobodná reformovaná církev.

### Osobní a duchovní zrání

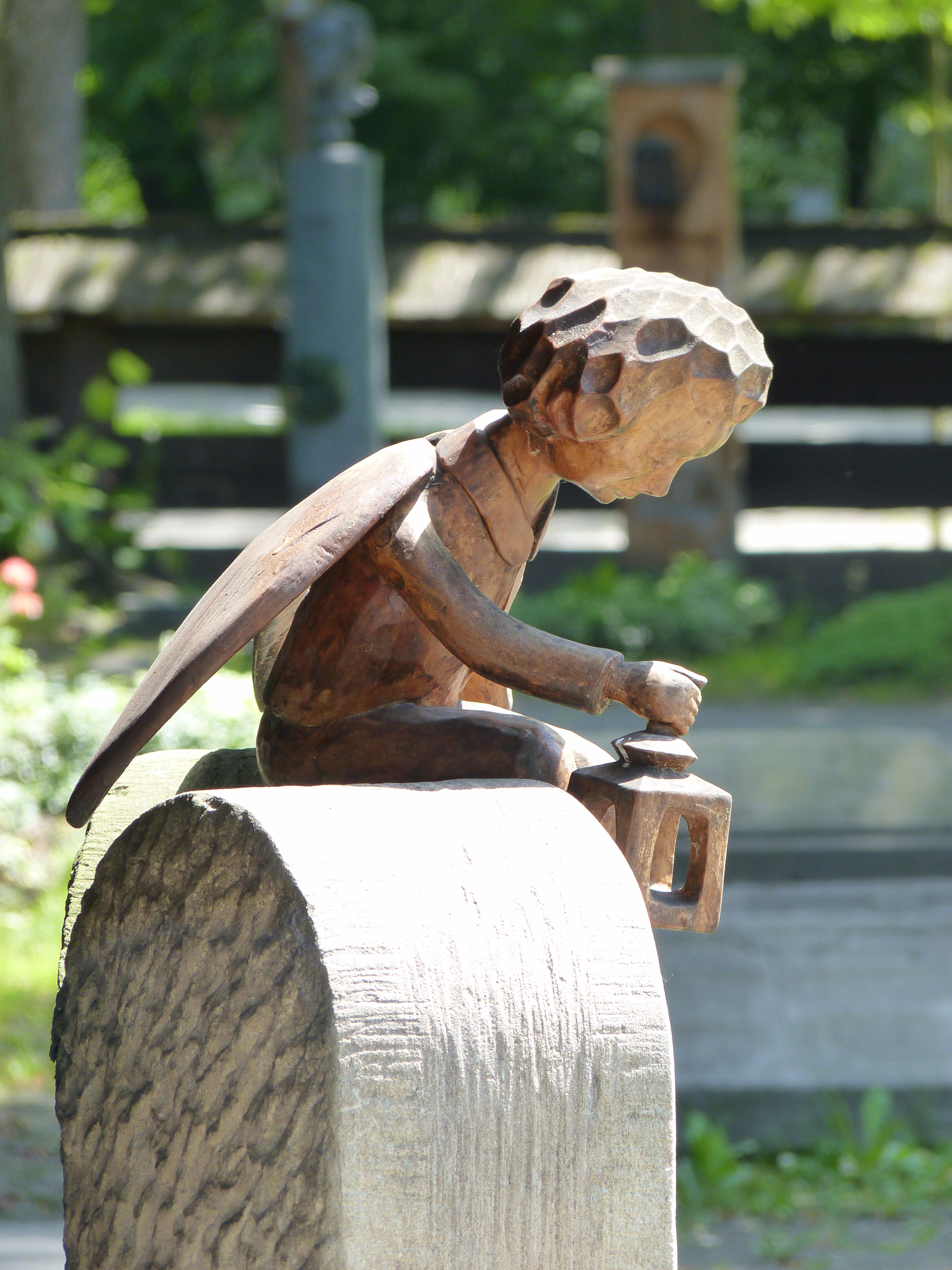
Brouček na památníku J. Karafiáta

Mladého teologa velmi ovlivnil pobyt v Kolíně nad Rýnem. Počítá jej ke školám ještě vyšším než univerzita. Rovněž pobyt v holandském sboru v Elberfeldu (od roku 1929 jedna z částí nově vytvořeného města Wuppertal) se svojí pietistickou atmosférou. V jeho čele tehdy stál Hermann Friedrich Kohlbrügge. Dr. H. Kohlbrügge i vídeňský Eduard Böhl měli na Karafiáta značný vliv. Krajina a detaily z domácnosti broučků byly inspirovány Elberfeldem Karafiátových a Kohlbrüggeových časů (např. středové okno nad dveřmi). Podstatná však byla prostota jejich víry. V rodině Langenových se Jan Karafiát seznámil s jejich příbuznou, Belgičankou Hermínou Schleichnerovou, na níž si myslel, avšak se svými city se jí nikdy nesvěřil a nakonec zůstal starým mládencem.
Roku 1870 vstoupil do londýnského misijního bratrstva, byl vyslán do Roudnice nad Labem, náležející tehdy do krabčického sboru. Zde zřídil po vzoru Theodora Fliedlera černilovský farář Václav Šubert dívčí institut (dnes DOS Diakonie ČCE). Ačkoliv by misijní práce odpovídala jeho poslání, byl jí nakonec zklamán, neboť se od něj očekávalo, že bude místní zbožné katolíky přesvědčovat na evangelickou víru. Vděčně proto přijal od londýnského bratrstva jiné zadání: sepsat knížku o Janu Husovi. Hotova byla už na jaře roku 1871. Po jejím vydání se mohl vydat na studia do skotského Edinburghu jako host Skotské svobodné reformované církve. Zde se seznámil s bohatou šlechtičnou Joan Denistoun Buchanan of Auchentorley (1819–1912), která byla jeho celoživotním vzorem, intelektuální i materiální oporou a přítelkyní. Václavu Šubertovi Jan Karafiát půjčil i na tehdejší dobu značnou částku peněz, a to 6000 tehdejších zlatých. Tato částka odpovídá novostavbě menší školy.

### Pedagogická činnost
Po skončení studií pracoval rok v Kolíně nad Rýnem v rodině továrníka Langena jako vychovatel. Po návratu ze Skotska roku 1872 učil náboženství, pedagogiku, didaktiku a češtinu v Evangelickém učitelském semináři v Čáslavi, kde působil i jako spirituál. Roku 1874 se stal jeho správcem.

### Duchovenské působení

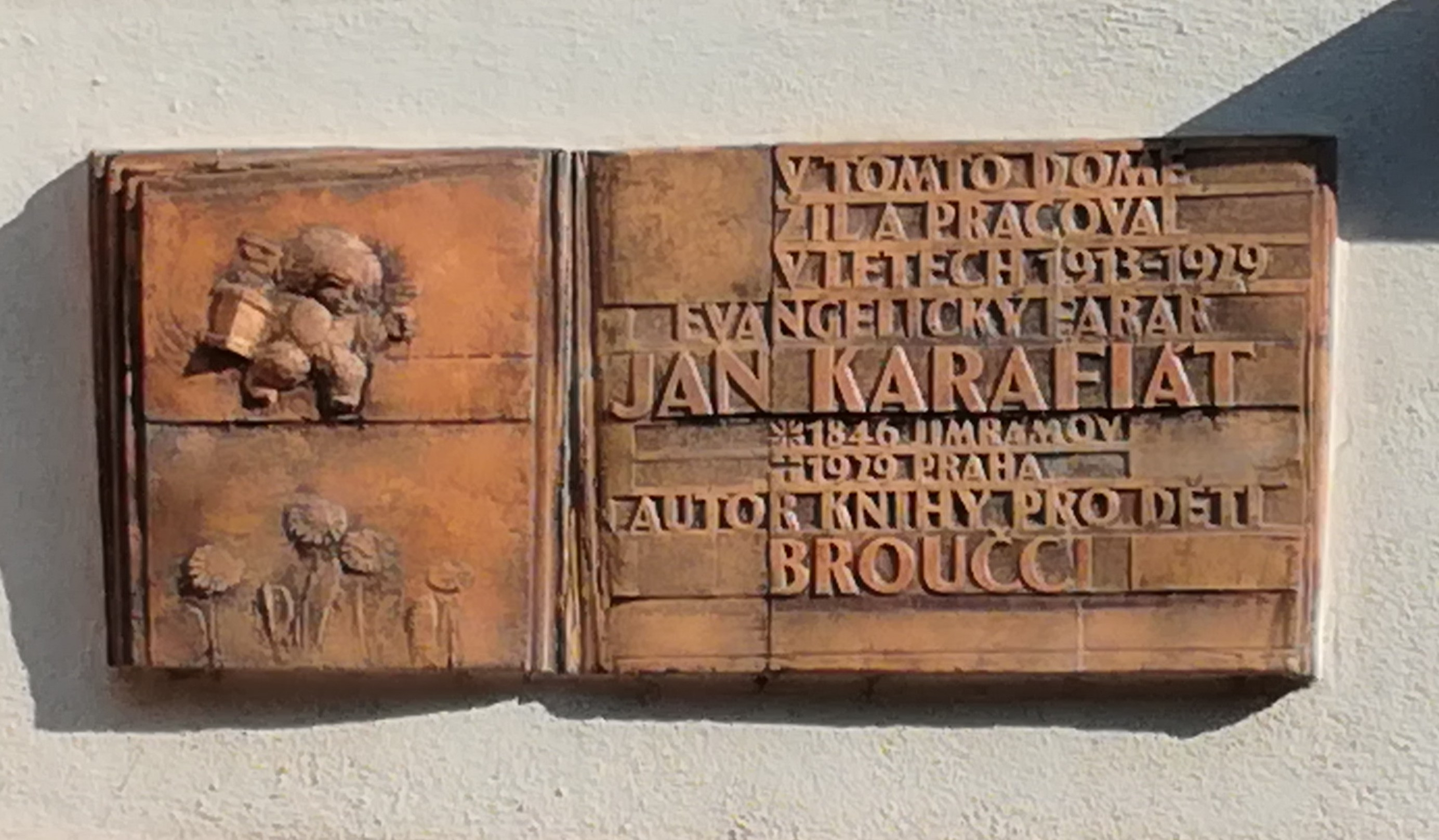
Pamětní deska na domě v Praze 7, Ovenecká 330/44

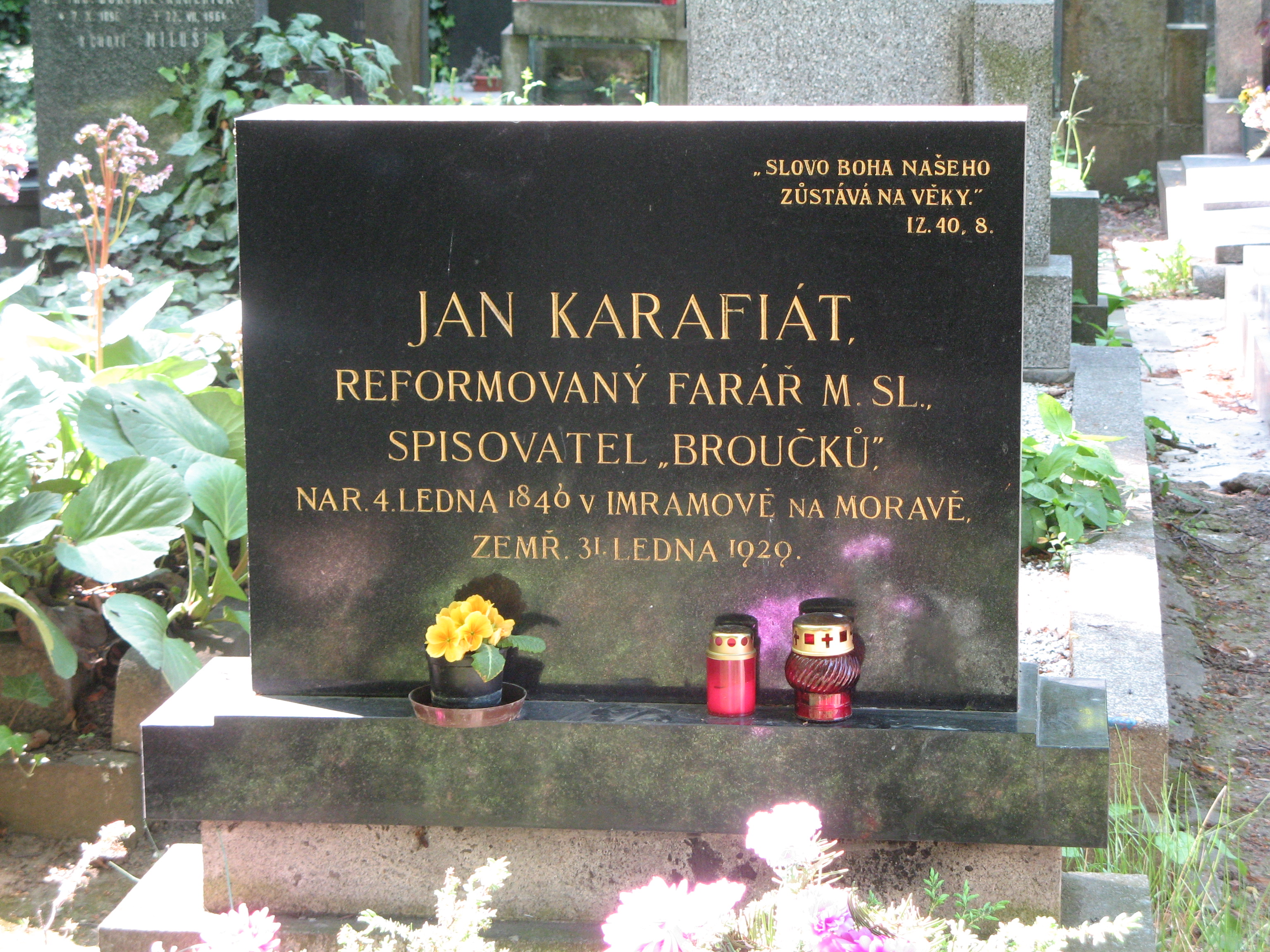
Náhrobní kámen Jana Karafiáta

V letech 1870–1871 působil jako vikář Reformované církve v Roudnici (zakládal i sbor evangelíků v Lounech), odkud odešel na studia do Edinburghu. V letech 1875–1895 působil jako farář v Hrubé Lhotě (dnes Velká Lhota). Po dvaceti letech na Hrubé Lhotě (zde ho nahradil František Urbánek) odešel do Prahy, kde již nebyl ustanoven duchovním na žádném sboru; věnoval se práci na revizi Bible kralické a vypomáhal v různých sborech.
Celý život ho trápila náboženská netolerantnost Čechů a nenávist mezi katolíky a evangelíky. V pamětech uvádí příklad z Německa: Evangelíků bylo ve městě málo a tak se dohodli s katolíky, že si v jejich kostele udělají mši časně ráno a potom bude mše katolická. Dále píše: Věc, v Čechách naprosto nemyslitelná. V Krabčicích pod Řípem na Litoměřicku připomíná zdejší působení Jana Karafiáta tzv. Karafiátův dům.
Jan Karafiát je pochován na Vinohradském hřbitově a na náhrobním kameni je charakterizován jako „reformovaný farář mimo službu, spisovatel Broučků“.

## Dílo

### Broučci
Je znám první českou původní autorskou pohádkou pro děti Broučci: pro malé i veliké děti (1876). Knihu vydal anonymně vlastním nákladem u Václava Horkého. Po sedmnácti letech byla objevena spisovatelem Janem Herbenem. Díky recenzi Gustava Gammy Jaroše v časopise Čas byla první edice rychle vyprodána a v roce 1894 přišla reedice. V roce 1902 vyšla knížka s ilustracemi Vojtěcha Preissiga, avšak jméno autora se objevilo až ve vydání desátém v roce 1912. Od roku 1929 až po druhou světovou válku vycházeli Broučci v češtině a němčině s ilustracemi Rudolfa Matesa. V 50. letech cenzura Broučky proškrtala v partiích modliteb, zfilmoval je Jiří Trnka jako loutkový film, později Československá televize podle knihy natočila kreslený film.
Dílo je oceňováno pro básnický sloh a ve své době novátorský přístup ke světu dítěte, počítá s psychologií dítěte. O jeho náboženskou a morální hodnotu se ovšem vedou spory – vyčítá se mu důraz na bezmyšlenkovou poslušnost, která se (podle Maxe Webera) právě v reformovaném prostředí vysoce cenila.
Svá autorská práva na tuto knihu Karafiát odkázal Českobratrské církvi evangelické, která díky tomuto štědrému daru mohla sponzorovat vydávání bible a církevních tisků.

### Pro děti
- Broučkova pozůstalost – kniha 30 pohádek (1900)
- Karafiátova čítanka (1924)

### Pro mládež
- Kamarádi (1873) – povídka o nešťastném manželství evangelíka a katoličky

### Biblistika
Práce na revizi textu Bible kralické z roku 1613:
- 1878: Rozbor kralického Nového Zákona co do řeči a překladu: s hystoryí našeho biblického textu; nákladem spisovatelovým, V Praze 1878, 107 stran[14]

Od roku 1887 vydávala Biblická britská a zahraniční společnost text Bible kralické s některými pravopisnými a drobnými věcnými opravami Jana Karafiáta. Zásadní práce na revizi textu Bible kralické započal Karafiát roku 1905, již během pobytu v Praze, dokončil je o deset let později; jejich výsledkem bylo vydání bible z roku 1915 („text Kralický z roku 1613 podlé původního textu opravený“), importované do českých zemí až po skončení První světové války.
Karafiátův revidovaný překlad vycházel ještě dlouho i po jeho smrti, je tištěn až do současnosti (např. vydání České biblické společnosti z roku 2014).

### Katechetika
Sestavil stručný Reformovaný katechismus – Křesťanské učení/Katechismus Jana Karafiáta (1876).

### Homílie
- Šestnáctero pražských kázání (1905).
- Kázání Jana Karafiáta (1941)

### Historie
- Mistr Jan Hus (1872)
- V letech 1860 – 1927 sepsal pětidílné Paměti (spisovatele Broučků):
  - Doba Jimramovská (1919)
  - Na školách středních a vysokých (1921)
  - Na školách ještě vyšších (1922)
  - Doba práce A: Dvacet let na Valašsku (1923)
  - Doba práce B: Přes třicet let v Praze (1928)

Výbor Karafiátových Pamětí vydalo v roce 2020 s finanční podporou Ministerstva kultury nakladatelství Books & Pipes.

### Hudba a poezie
Byl i muzikant a „Sionský básník“:
- 1876 vydal Reformovaný zpěvník
- 1900 Písničky svobodného (mimo jiné sem patří báseň Historie o hrnčíři[16])

### Publicistika
V letech 1896–1905 též vydával Reformované listy, v nichž podával reformační program církve Kristovy na Zemi. V roce 1904 v nich ostře polemizoval s Masarykovým pojetím náboženství. Zde také zveřejňoval své studie k revizi Bible kralické.